# Högalidskyrkan
Högalidskyrkan är en kyrkobyggnad på Södermalm i Stockholm. Den tillhör Högalids församling i Stockholms stift. Kyrkan byggdes 1916–1923 efter ritningar av arkitekten Ivar Tengbom.

## Historik
Maria Magdalena församling tilldelades 1905 en tomt uppe på Högalidsbergets norra del av Stockholms stadsfullmäktige. Den nya kyrkan skulle bli navet i den nya församling som skulle uppstå efter den kommande delningen av Maria Magdalena församling. Arkitekten Konrad Elméus hade på församlingens uppdrag gjort ett förslag till den nya kyrkobyggnaden, men ritningarna underkändes av både Drätselnämnden och Överintendentsämbetet. Därför bestämde man sig för att hålla en tävling för ett antal inbjudna arkitekter: Elméus, Ivar Tengbom och Georg A. Nilsson. Förslaget skulle vara inlämnat senast den 15 september 1911. Av de tre inlämnade förslagen var Elméus en centralkyrka, jämfört med Tengboms och Nilssons som var långhuskyrkor. Den inflytelserike arkitekten Carl Westman förordade Tengboms förslag, och församlingen valde också följa Westmans rekommendation.
| Kyrkan under uppförande 1919. |  | Vykort från 1920-talet. |
| Kyrkan under uppförande 1919. |  | Vykort från 1920-talet. |

Tengbom fick församlingens uppdrag att rita den nya kyrkan i maj 1913. Enligt det första förslaget, som också godkändes av församlingen 1914, skulle kyrkan orienteras i nord-sydlig riktning istället för öst-västlig riktning som var det vanliga. Tengboms förslag hade ett valmat tak mot söder och dubbeltorn i syfte att göra byggnaden mer livfull. De bägge tornens höjd var anpassade efter Stockholms stadshus, som då var under uppförande på andra sidan Riddarfjärden. Stadshuset tycks också ha varit en av anledningarna till att Tengbom över huvud taget valde en lösning med två torn, eftersom ett enda torn aldrig skulle ”förslå i konkurrensen med det på andra sidan vattnet liggande stadshustornet”.
Efter att stadsfullmäktige beslutat att upplåta hela Högalidsberget förändrades planen så att koret skulle ligga i öster och huvudingången i väster, ”enligt urgammal sed”. Kyrkan flyttades också högre upp på berget, vilket gjorde att byggnadens roll som monumentalbyggnad förstärktes. Ritningarna omarbetades så att tornen blev slankare och skeppet längre. Det pågående bygget av Stockholms stadshus hade ökat intresset för arkitektur, och antagligen var detta en av anledningarna till att kyrkorådet ville ha en mer ambitiös och avsevärt dyrare lösning än Tengboms första förslag. Högalidskyrkan invigdes den 10 juni 1923 av Nathan Söderblom efter drygt sex års byggarbete, räknat från att grundstenen lades den 27 maj 1917. Den 1 maj 1925 bröts det västligaste området av Maria församling ut och Högalids församling bildades.

## Arkitektur

### Exteriör

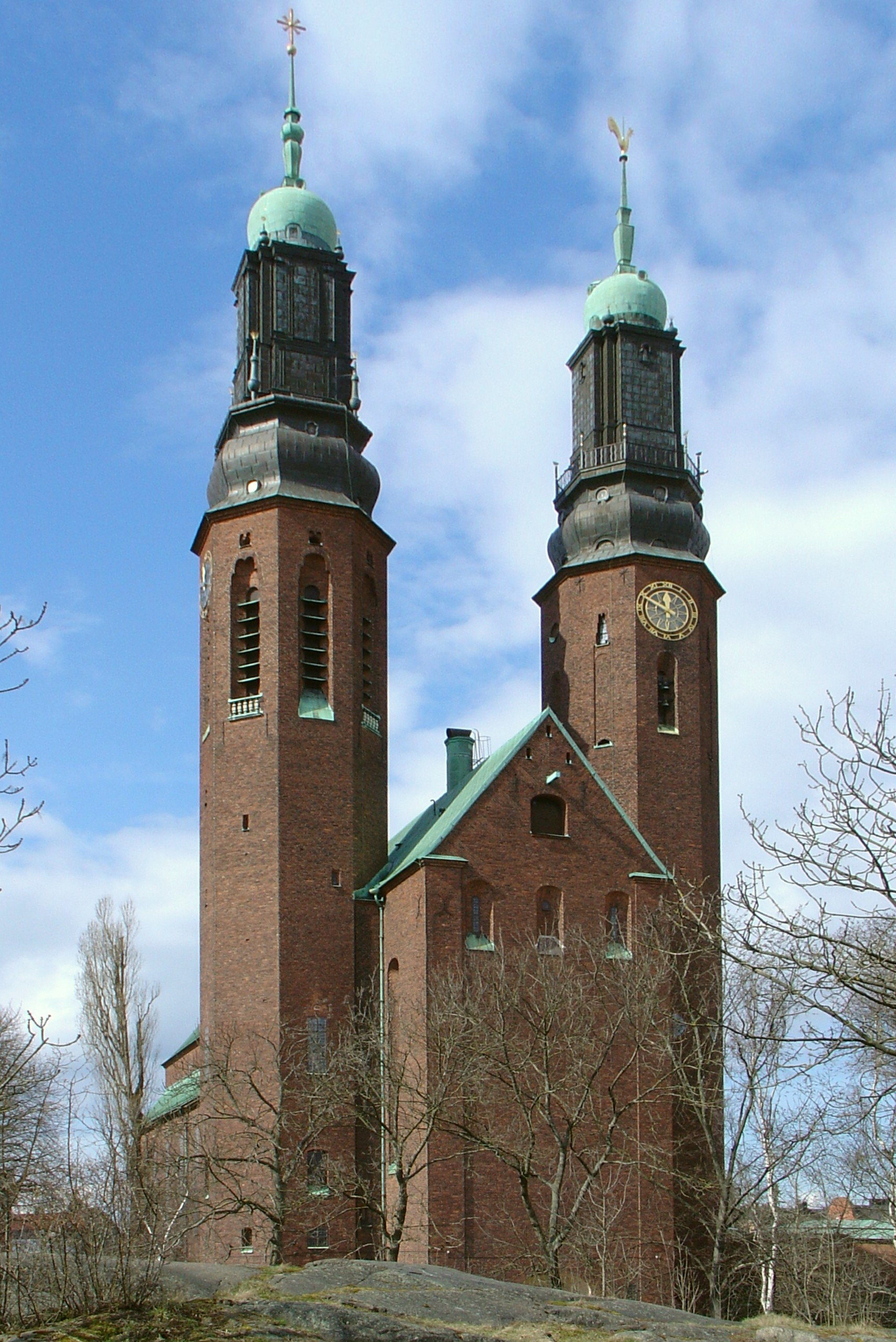
Högalidskyrkan, april 2008.

Högalidskyrkan reser sig högst uppe i Högalidsparken med vid utsikt över staden. Upp till kyrkan går Högalids Kyrkväg. Den monumentala, mörkröda tegelbyggnaden i nationalromantisk stil liknar till det yttre en basilika under sadeltak med lägre snedtak utefter långmurarnas lägre sidopartier och är orienterad i öster-väster. Det smalare, rakt avslutade korpartiet flankeras av höga torn. Med sina dubbla huvbeklädda torn ansluter kyrkan till Mariakyrkan i Visby. Det handslagna mörkröda teglet i munkförband användes även i Stockholms Stadshus på andra sidan Riddarfjärden.
Västfasaden domineras av ett högt, smalt fönster med glasmålningar av Oscar Brandtberg och av de tre huvudportalerna med skulpturala granitomfattningar. De leder mot vapenhuset med takstol av trä, målat av Filip Månsson. Han har även utfört några dekorativa fresker i kyrkorummet.
Efter Ivar Tengboms ritningar byggdes 1939 en urnlund med pelare, ett kolumbarium, utmed Högalidskyrkans nordmur. Inuti finns bland annat en stor fresk från 1942 av Arvid Fougstedt. I urnlunden finns det urnnischer och i gräsmattan i urnlundens mitt finns en minneslund för gravsättning av aska. År 1959 byggdes ytterligare en del, det runda kolumbariet, till begravningsplatsen. I kolumbariet finns urnnischer i flera våningar.

### Tornen

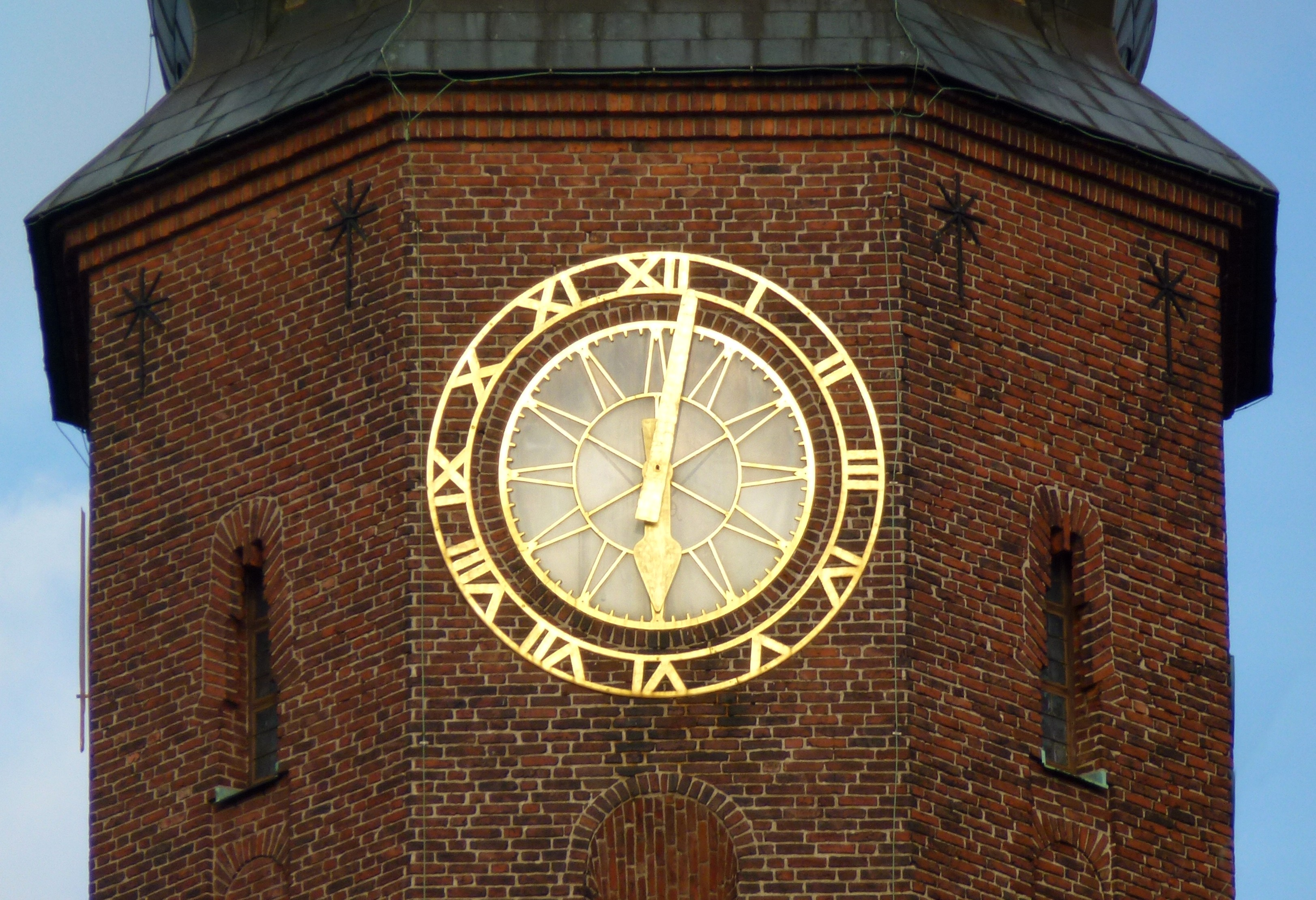
Ett av Högalidskyrkans fyra tornur.

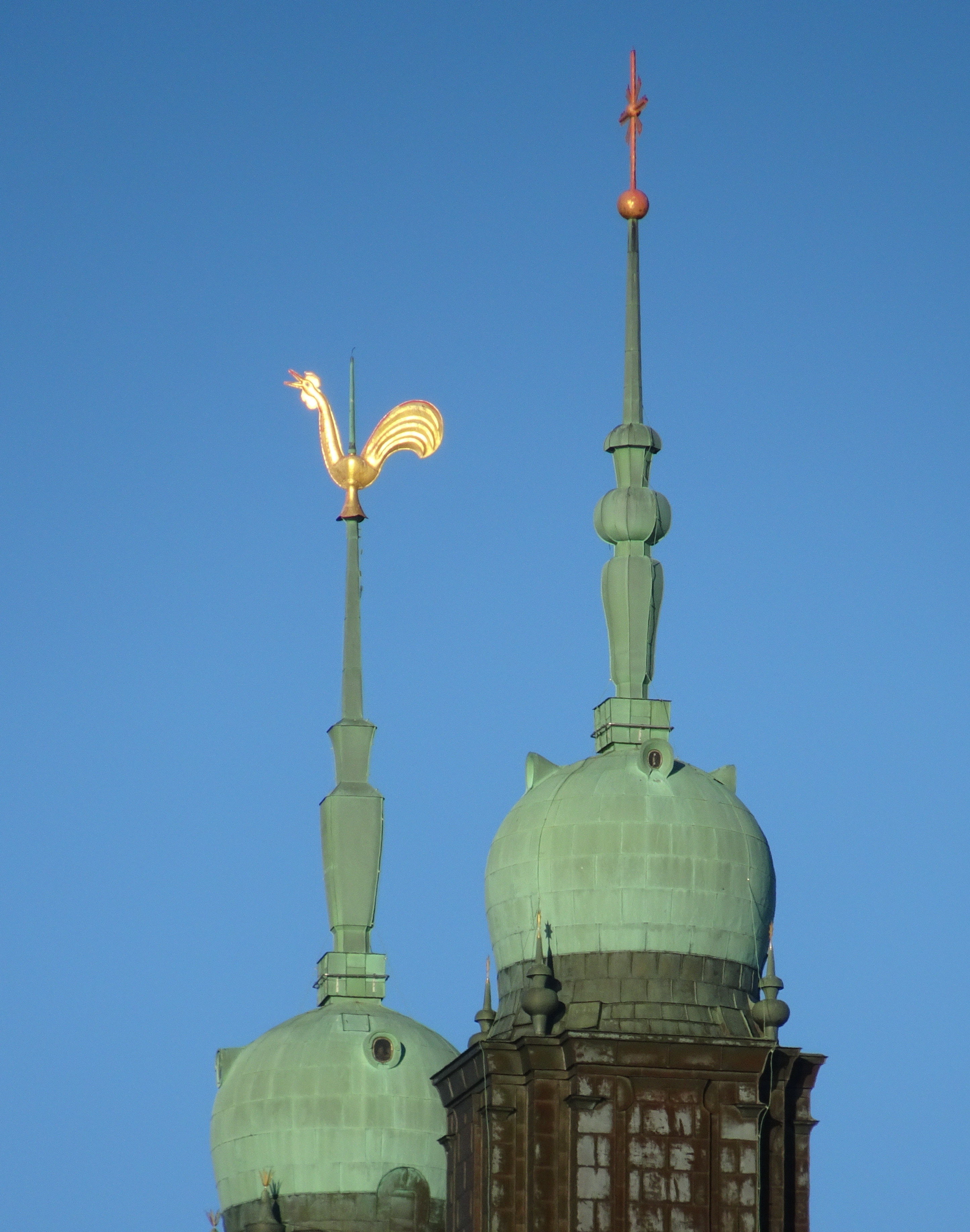
Kyrktuppen och spiran.

Det norra tornet fick sitt namn efter aposteln Ansgar och ska enligt Tengbom representera lagen, vilket märks av att tornet är mer slutet och allvarligt än det södra, samt att tornet kröns av en kyrktupp. Kyrktupp vann priset 1995 Årets Kyrktupp, som anordnas av Svenska kyrktuppsfrämjandet. Det södra tornet pryds av ett gyllene kors och är öppnare och ljusare till sin karaktär. Tornet står för det evangelium som tornets klockor ska sprida, och har fått sitt namn efter reformatorn Olaus Petri. Tornens symbolik och namn var ett förslag från ärkebiskop Nathan Söderblom, som också påpekade att initialerna i tornens namn var de första och sista bokstäverna i det grekiska alfabetet, A och O. Norra tornets bottenvåning inrymmer ett dopkapell. Sydtornets första övervåning fungerar som sakristia och rummet ovanför som samlingssal för kyrkoråd och dylikt.
Enligt en vandringssägen är det ena tornet lägre. Det sägs ibland att tornen bekostades av två systrar som donerade pengar till kyrkobygget. Ur vissa vinklar kan det verka som att det ena tornet är något högre än det andra, och detta ska då bero på att den ena systern var mer förmögen än den andra. I verkligheten är båda tornen 84 meter höga. Tornhjälmarnas överkant ligger 105 meter över Mälarens vattenyta, vilket är lika högt som stadshustornets tre förgyllda kronor. Det norra tornet har tre tornur som är riktade mot ost, väst och norr, det södra har ett tornur riktat mot syd.
På senare tid har tornen mätts med laserscanner och det har konstaterats att det norra tornet är marginellt lägre än det södra. Detta beror troligen på små variationer i putsbruksmängd då tornen murades upp av olika hantverkare.[källa behövs]

### Interiör
Det höga kryssvälvda långhuset har kraftiga, invändiga strävpelare som bildar nischer utmed långsidorna. Nischerna förbinds med varandra genom rundbågiga passager och härigenom bildas låga sidogångar. En hög triumfbåge markerar övergången till koravslutningen, som är täckt med stjärnvalv.
Huvudparten av kyrkans inredning är ritad av Tengbom själv. En rad framstående konstnärer förutom Filip Månsson har medverkat vid dess dekorativa utsmyckning. Av dessa kan nämnas Olle Hjortzberg som utfört fresken vid dopkapellets ingång och Gunnar Torhamn, som främst målat freskerna i dess inre. Sakristians takmålningar är verk av Einar Forseth, mästare även till guldmosaikerna i det treskeppiga utrymmet under koret, byggt som gravkor men senare ombyggt till gravkapell av Anders Tengbom.

### Interiörbilder

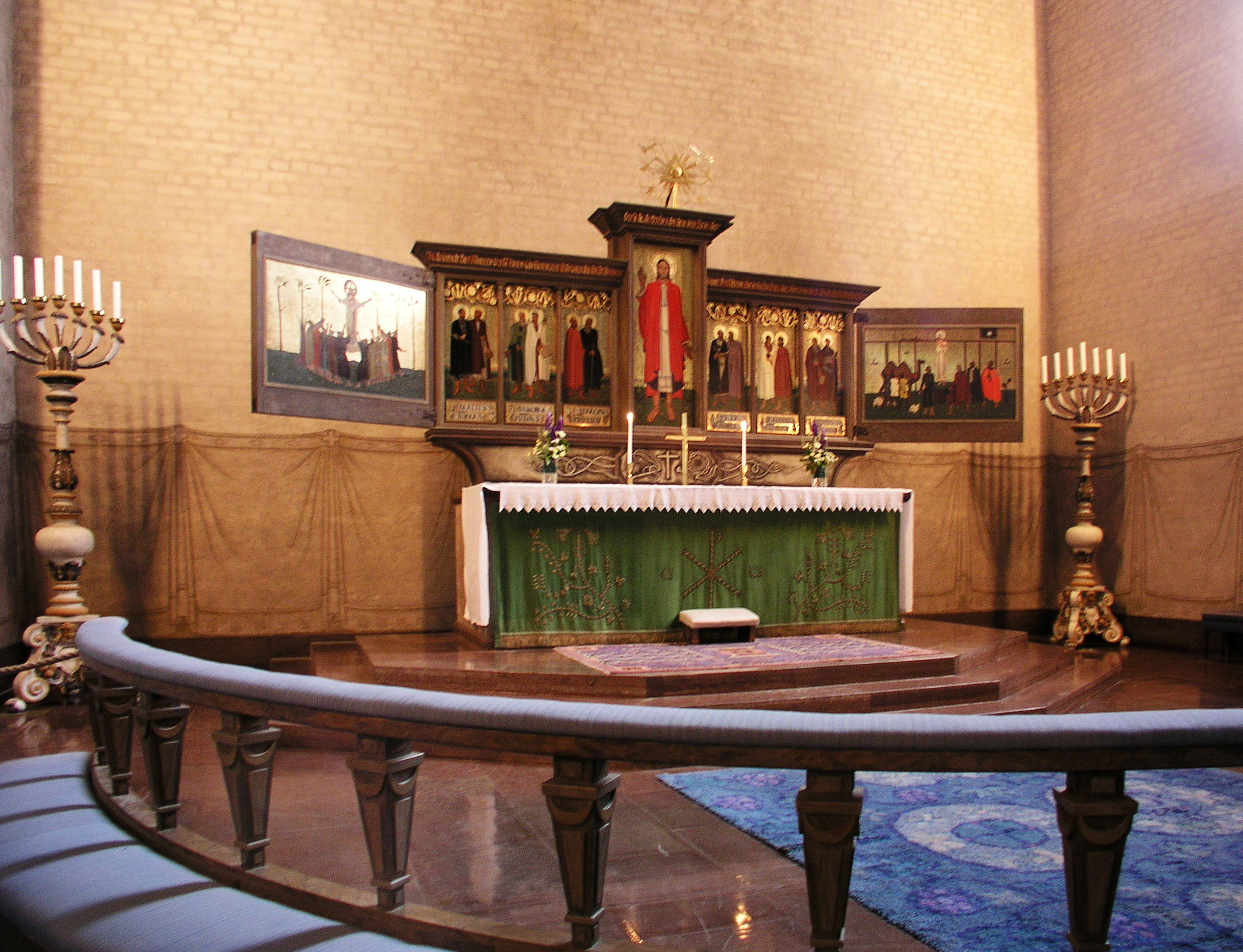
Altaret
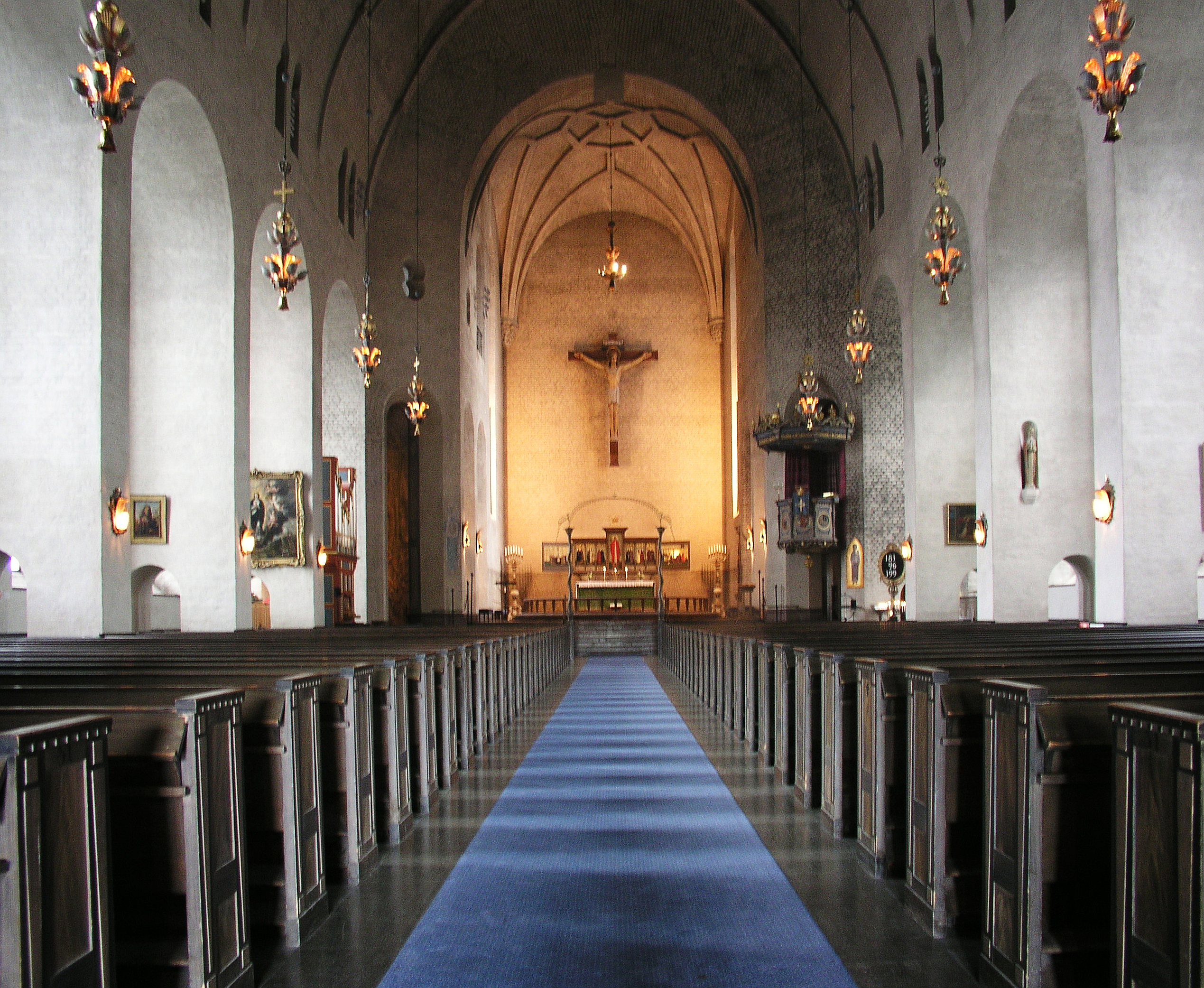
Högalidskyrkans stora och luftiga långskepp.
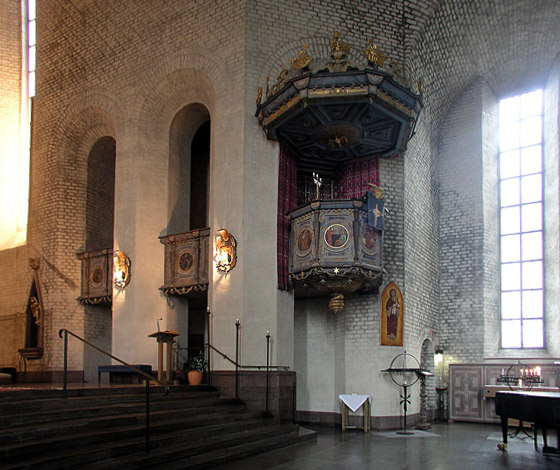
Inredningen ger ett samstämt intryck ihop med byggnadens tegelväggar.
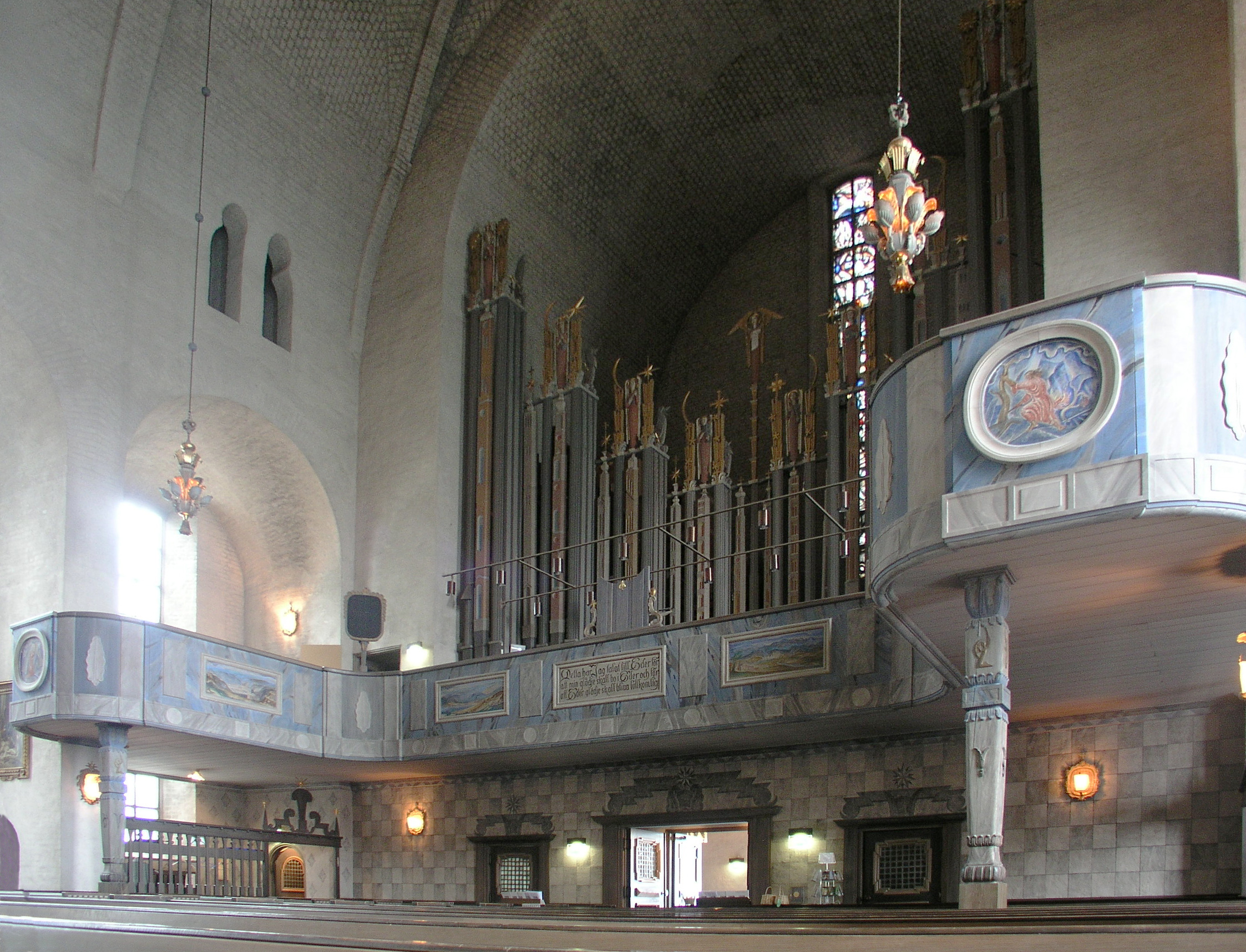
Orgeln

### Inventarier
- Altarskåpet är tillverkat av Erik Jerken
- Krucifix är tillverkat av Gunnar Torhamn

## Orglar
- Nuvarande läktarorgel byggdes 1966 av Hammarbergs Orgelbyggeri AB varvid fasaden samt fjärrverket från föregående orgel från 1923 bibehölls.[6][7]

| Huvudverk I (C-g3) | Positiv II          | Svällverk III          | Svällverk IV        | Fjärrverk II        | Pedal (C-f1)        | Koppel             |
| ------------------ | ------------------- | ---------------------- | ------------------- | ------------------- | ------------------- | ------------------ |
| Gedaktpommer 16'   | Gedakt 8'           | Italiensk principal 8' | Gedakt 16'          | Principal 8'        | Principal 16'       | I/P                |
| Principal 8'       | Kvintadena 8'       | Rörflöjt 8'            | Gedakt 8'           | Flûte harmonique 8' | Subbas 16'          | II/P               |
| Spetsflöjt 8'      | Principal 4'        | Oktava 4'              | Viola di Gamba 8'   | Gamba 8'            | Kvinta 10 2/3'      | III/P              |
| Oktava 4'          | Koppelflöjt 4'      | Traversflöjt 4'        | Voix Céleste (2003) | Voix Céleste 8'     | Oktava 8'           | IV/P               |
| Nachthorn 4'       | Waldflöjt 2'        | Oktava 2'              | Gemshorn 4'         | Oktava 4'           | Gedakt 8'           | II/I               |
| Kvinta 2 2/3'      | Nasat 1 1/3'        | Cornett 3-4 chor       | Rörnasat 2 2/3'     | Hålflöjt 4'         | Oktava 4'           | III/I              |
| Oktava 2'          | Sesquialtera 2 chor | Mixtur 3 chor          | Hålflöjt 2'         | Klarinett 8'        | Rörgedakt 4'        | IV/I               |
| Mixtur 6-8 chor    | Scharf 4-5 chor     | Fagott 16'             | Ters 1 3/5'         | Tremulant           | Nachthorn 2'        | I/II               |
| Cymbel 3 chor      | Rankett 16'         | Trumpet 8'             | Tritonus 1 9/13'    | Crescendosvällare   | Sesquialtera 3 chor | III/I              |
| Trumpet 16'        | Vox Humana 8'       | Clairon 4'             | Septima 1 1/7'      |                     | Mixtur 6 chor       | IV/II              |
| Trumpet 8'         | Tremulant           | Crescendosvällare      | Piccolo 1'          |                     | Basun 16'           | IV/III             |
|                    |                     |                        | Terscymbel 3 chor   |                     | Trumpet 8'          | III/IV             |
|                    |                     |                        | Oboe 8'             |                     | Skalmeja 4'         |                    |
|                    |                     |                        | Tremulant           |                     |                     |                    |
|                    |                     |                        | Crescendosvällare   |                     |                     | Fria kombinationer |

- Kororgeln byggdes av Mats Kjersgaard, Uppsala och Robert Gustavsson orgelbyggeri, Härnösand. Orgeln invigdes 1984.[8]

| Huvudverk I (C-d3)  | Bröstverk II  | Pedal (C-d1) | Koppel  |
| ------------------- | ------------- | ------------ | ------- |
| Borduna 16'         | Qvintadena 8' | Subbas 16'   | I/P     |
| Principal 8'        | Hålflöjt 4'   | Gedactbas 8' | II/P    |
| Blockflöjt 8'       | Rörflöjt 2'   |              | II 4'/P |
| Octava 4'           | Sexqvialtera  |              | II/I    |
| Quinta major 3'     | Ranckett 8'   |              |         |
| Superoctava 2'      | Tremolo       |              |         |
| Tertia 1 3/5'       | Cymbelstjärna |              |         |
| Quinta minor 1 1/2' |               |              |         |
| Sedecima 1'         |               |              |         |
| Mixtur              |               |              |         |

### Diskografi
Inspelningar av musik i kyrkan.
- Autograph. (Svenska tonsättare spelar egna orgelverk). LP. Proprius PROP 7833. 1982.
- Kyrkokonsert med Arne Lamberth. (1) / Lamberth, Arne, trumpet ; Nilsson, Einar, orgel. LP. Polar POLS 233. 1971.
- Kyrkokonsert med Arne Lamberth. 2 / Lamberth, Arne, trumpet ; Nilsson, Einar, orgel. LP. Polar POLS 274. 1976.
- Lacrimae Domini / Schönberg, Stig Gustav, kompositör ; Berg, Bengt, orgel. LP. Fabo SLP 33114. 1974.
- Rune Engsö spelar på orgeln i Högalids kyrka. LP. Fabo SLP 33108. 1969.
- Tre orglar i Högalidskyrkan / Larsson, Nils, orgel. 2CD. Nosag Records Nosag CD 2122, 2005.
- Våra käraste psalmer. 2 / Lamberth, Arne, trumpet ; Nilsson, Einar, orgel. LP. Polar POLS 246. 1973. Inspelad 1972.